# 日本知的障害者水泳連盟
一般社団法人日本知的障害者水泳連盟（にほんちてきしょうがいしゃすいえいれんめい）は知的発達障害者水泳の普及・強化・振興を目的として1999年に設立された。日本パラスポーツ協会や全日本知的障がい者スポーツ協会に加盟している。支部は日本財団パラリンピックサポートセンターにある。

## 概要
日本知的障害者選手権水泳大会（長水路）、日本知的障害者選手権(25m)水泳競技大会、日本知的障害者選手権新春水泳競技大会など国内大会を開催する。またINAS世界水泳選手権大会、INASグローバルゲームズやパラリンピックなどの国際大会へ日本代表選手を派遣している。競技力の向上を目指して強化合宿や水泳指導者研修会を実施している。
2012年ロンドンパラリンピックの競泳競技で田中康大が金メダルを獲得した。

## 沿革
- 1999年 知的障害者水泳の普及・強化・振興を目的として設立